# Pepelsberg

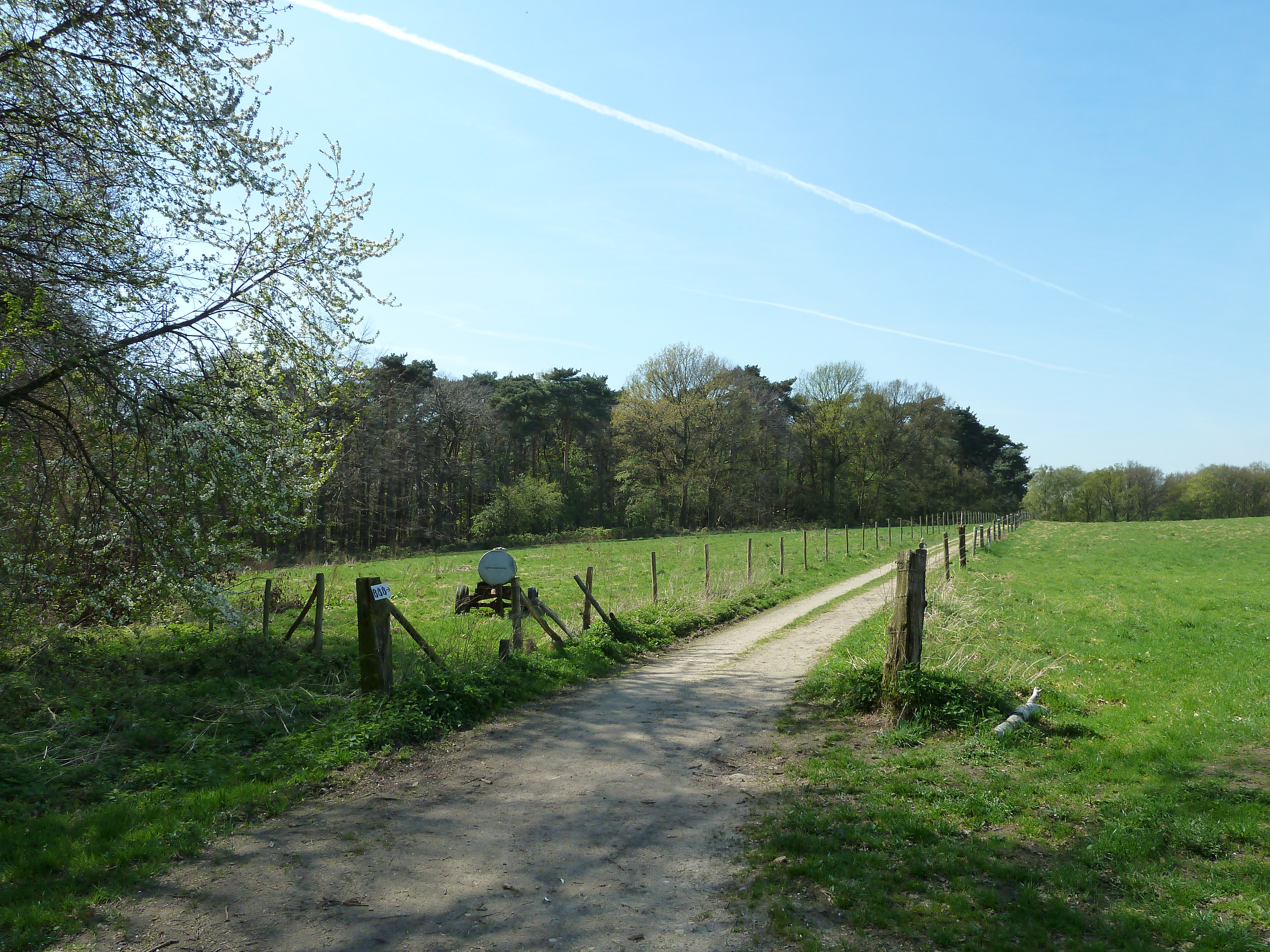
Pepelsberg

De Pepelsberg is een kaap van ongeveer 105 meter hoogte aan de rand van het Plateau van Doenrade boven het Geleenbeekdal, gelegen te midden van het Stammenderbos.
De heuvel bestaat uit Mioceen zand dat 20 à 25 miljoen jaar geleden werd afgezet en soms glauconiet bevat. In het Pleistoceen werd er door de rivieren zand en Maasgrind afgezet. De later ontstane lösslaag is tegenwoordig door erosie verdwenen. De vindplaats is eind jaren tachtig van de 20e eeuw onder de monumentenwet geplaatst. Tegenwoordig is de plek eigendom van de Vereniging Natuurmonumenten.
In de jaren zeventig van de 20e eeuw zijn er op de Pepelsberg archeologische vondsten gedaan, zoals bewerkte vuurstenen en aardewerkscherven. Men vermoedt dat jagers uit het stenen tijdperk hier vuurstenen wonnen.